# Дзяма Галина Степанівна
Галина Степанівна Дзяма (Фрадчак) (нар. 6 листопада 1966, Борислав) — українська мисткиня, майстриня народної вишивки. Членкиня НСМНМУ з 1991 року.

## Біографія
Закінчила факультет математики та інформатики Дрогобицького державного педагогічного інституту ім. Івана Франка.
З 1991 року працювала учителькою української народної вишивки в Бориславському міжшкільному навчальному комбінаті.
У 2000 році працювала в Італії, де також плідно займалась вишивкою.
З 2003 року працює керівницею гуртка декоративно-ужиткового мистецтва при Бориславській станції юних техніків.
Основні твори: блузки жіночі, дитячі сорочки, доріжки, серветки, рушники.
Техніка виконання: хрестик, зерновий вивід, виколювання, змережування, низинка, гладь, ретязь, мережки.
Учасниця багатьох обласних, всеукраїнських та міжнародних виставок. її твори зберігаються у приватних колекціях України, Росії, Італії, США. Мешкає в Бориславі на Львівщині.